# شهرستان کس (نبراسکا)
شهرستان کس، نبراسکا (به انگلیسی: Cass County, Nebraska) یک سکونتگاه مسکونی در ایالات متحده آمریکا است که در نبراسکا واقع شده‌است.

## خصوصیات
شهرستان کس ۱٬۴۶۵٫۹۴ کیلومترمربع مساحت دارد.